# 第二八一海軍航空隊
第二八一海軍航空隊（だい281かいぐんこうくうたい）は、日本海軍の部隊の一つ。北方の主力戦闘機隊として、太平洋戦争中盤に最前線で護衛・迎撃・戦闘行動に従事した。

## 沿革
アリューシャン列島方面からの米軍の反攻を想定し、荒天が収まる1943年（昭和18年）春からの実地運用を目指して第十二空艦隊の一翼を担う戦闘機隊の一つとして整備され、館山飛行場で編制された。キスカ島からの撤退を実行した18年夏以後は、本土東方海上の防衛を担い、さらに秋には危機的状況となったマーシャル諸島に進出した。
- 昭和18年（1943年）

3月1日　舞鶴を原隊として館山で開隊（零式艦上戦闘機48機）、横須賀鎮守府部隊。館山飛行場で練成開始。
5月18日　12日のアッツ島地上戦開始にともない、第二十七航空戦隊を編成、隷下に入る。
5月23日　先発隊15機を幌筵島に派遣。着陸時に3機破損。
6月2日　所司令直率の本隊も幌筵島に進出。
　　　　　　　　　以後、幌筵島を拠点に哨戒に従事するが、敵機の来襲がないまま戦線縮小。
9月1日　館山残留隊は南鳥島への空襲に備えて待機。敵機動部隊迎撃隊の護衛を準備。
9月3日　南鳥島への警戒を解除、原隊復帰。
11月24日　20日のタラワ島地上戦開始に呼応し、内南洋への進出を下令。
11月26日　本隊の人員・物件を搭載した駆逐艦「霞」、占守島を出航。12月10日ルオット島着。
11月27日　所司令直率の先発隊21機、館山発。12月3日ルオット着。
12月1日　後発17機、館山発。12月6日ルオット着。
　　　　　　　　　本隊をルオットに置き、ミレ島に派遣隊を設置。
12月5日　マーシャル諸島に敵機動部隊艦載機が襲来。第二五二海軍航空隊に混じり先発隊が出撃。
　　　　　　　　　以後、先にマーシャル諸島に展開していた二五二空と同一行動。
12月25日　ギルバート諸島方面へ全航空機をもって総攻撃。14機で第五三一海軍航空隊8機を護衛。
　　　　　　　　　以後、散発的に艦載機隊と交戦し消耗。1月29日段階で、二五二空と合わせても稼動機は25機に減少。
- 昭和19年（1944年）

1月30日　クェゼリン環礁攻略のため敵機動部隊襲来。
　　　　　　　　　払暁よりルオット島に3波延べ120機が襲来し、全力迎撃の末全機喪失。
　　　　　　　　　昼からルオット島に繋がるナムル島居住区に艦砲射撃開始。隊員に甚大な被害。
1月31日　ルオット島・ナムル島に敵軍上陸、当日中にルオット島飛行場は陥落。
- 2月3日　総員玉砕。米軍はナムル島の占領を宣言。

2月20日　解隊。
ルオット進出から僅か2ヶ月で、二八一空は壊滅した。行動をともにした二五二空は内地で再編されたが、二八一空は再建されることはなかった。前日の艦砲射撃で、ナムル島に待機していた隊員の大多数が既に死傷しており、地上戦は実質的に初日で決着がついていたと言われる。

## 主力機種
- 零式艦上戦闘機

## 歴代司令
- 所茂八郎 中佐：昭和18年3月1日 - 昭和19年2月3日戦死